# Phrynus
Phrynus is een geslacht van de zweepspinnen (Amblypygi), familie Phrynidae. Het geslacht bestaat uit 31 nog levende en 2 fossiele soorten.

## Verspreiding en leefgebied
Dit geslacht komt voor in Midden-Amerika

## Soorten
- Phrynus asperatipes - Wood, 1863
- Phrynus barbadensis - (Pocock, 1894)[2]
- Phrynus cozumel - Armas, 1995
- Phrynus damonidaensis - Quintero, 1981
- Phrynus eucharis - Armas & Gonzalez, 2001
- Phrynus fossilis  † - Keferstein, 1828
- Phrynus fuscimanus - C.L.Koch, 1847
- Phrynus garridoi - Armas, 1994
- Phrynus gervaisii - (Pocock, 1894)[2]
- Phrynus goesii - Thorell, 1889
- Phrynus hispaniolae - Armas & Gonzalez, 2001
- Phrynus kennidae - Armas & Gonzalez, 2001
- Phrynus levii - Quintero, 1981
- Phrynus longipes - (Pocock, 1894)[2]
- Phrynus maesi - Armas, 1995
- Phrynus marginemaculatus - C.L.Koch, 1840
- Phrynus noeli - Armas & Perez, 1994
- Phrynus operculatus - Pocock, 1902
- Phrynus palenque - Armas, 1995
- Phrynus parvulus - Pocock, 1902
- Phrynus pavesii - Fenizia, 1897
- Phrynus pinarensis - Franganillo, 1940
- Phrynus pinero - Armas & Avila Calvo, 2000
- Phrynus pseudoparvulus - Armas & Viquez, 2001
- Phrynus pulchripes - (Pocock, 1894)[2]
- Phrynus resinae  † - (Schawaller, 1979)[2]
- Phrynus santarensis - (Pocock, 1894)[2]
- Phrynus tessellatus - (Pocock, 1894)[2]
- Phrynus viridescens - Franganillo, 1931
- Phrynus whitei - Gervais, 1842
- Tarantula cordata - Lichtenstein, 1796